# (13553) Масаакикояма
(13553) Масаакикояма (лат. Masaaki Koyama) — околоземный астероид из группы Амура (III), который был открыт 2 мая 1992 года японскими астрономом Ц. Сэки в обсерватории Гэйсэй и назван в честь японского бейсболиста Масааки Кояма. 

Орбита астероида Масаакикояма и его положение в Солнечной системе